# Home Reef
Le Home Reef ou Home Island est un volcan sous-marin de l'océan Pacifique situé aux Tonga. 

## Géographie
Le Home Reef est situé dans l'archipel des Tonga, entre l'île de Late au nord-est et le récif de Metis Shoal ou Lateiki au sud-ouest. L'île habitée de Vavaʻu se situe au nord-est et celle de Tongatapu où se trouve la capitale Nukuʻalofa en direction du sud. Le récif est baigné par l'océan Pacifique et s'élève à quelques mètres sous la surface de l'eau.

## Histoire éruptive
Ses éruptions documentées sont récentes avec cinq connues en 1852, 1984, 2006, 2022 et 2023. Lors de ces épisodes, une île émerge, rapidement érodée par les vagues pour ne former qu'un haut-fond en période de calme éruptif. Après l'éruption de 1984, cette île atteint 1,5 kilomètre de longueur pour 0,5 kilomètre de largeur, avec des falaises de 30 à 50 mètres entourant un cratère immergé.
En 2024, une émission de lave est signalée via satellite le 15 juin et dans les jours suivants, des émissions de gaz et de cendres sont détectées,.

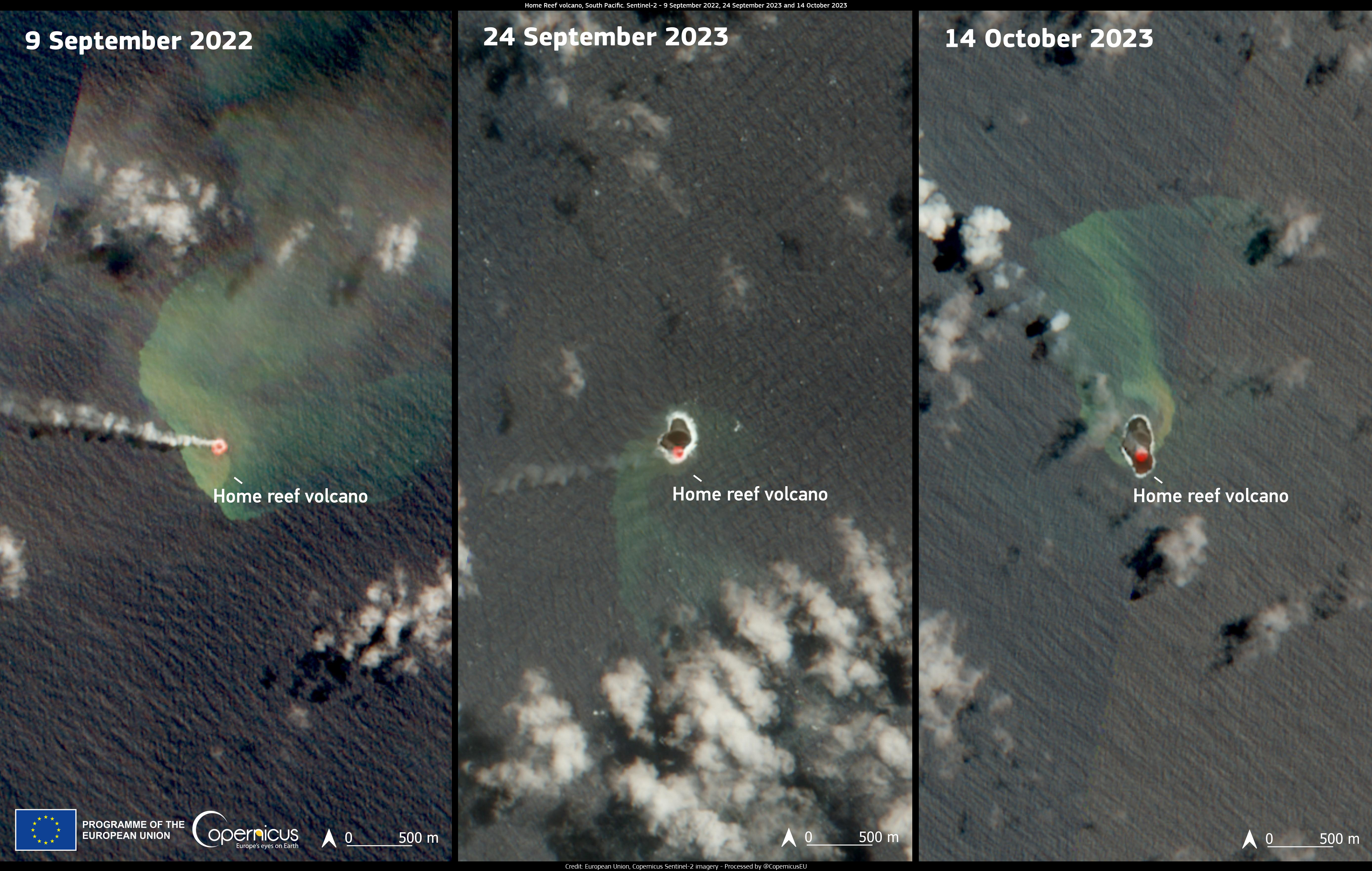
Images satellites montrant l'évolution de Home Island au cours de son éruption de 2023.

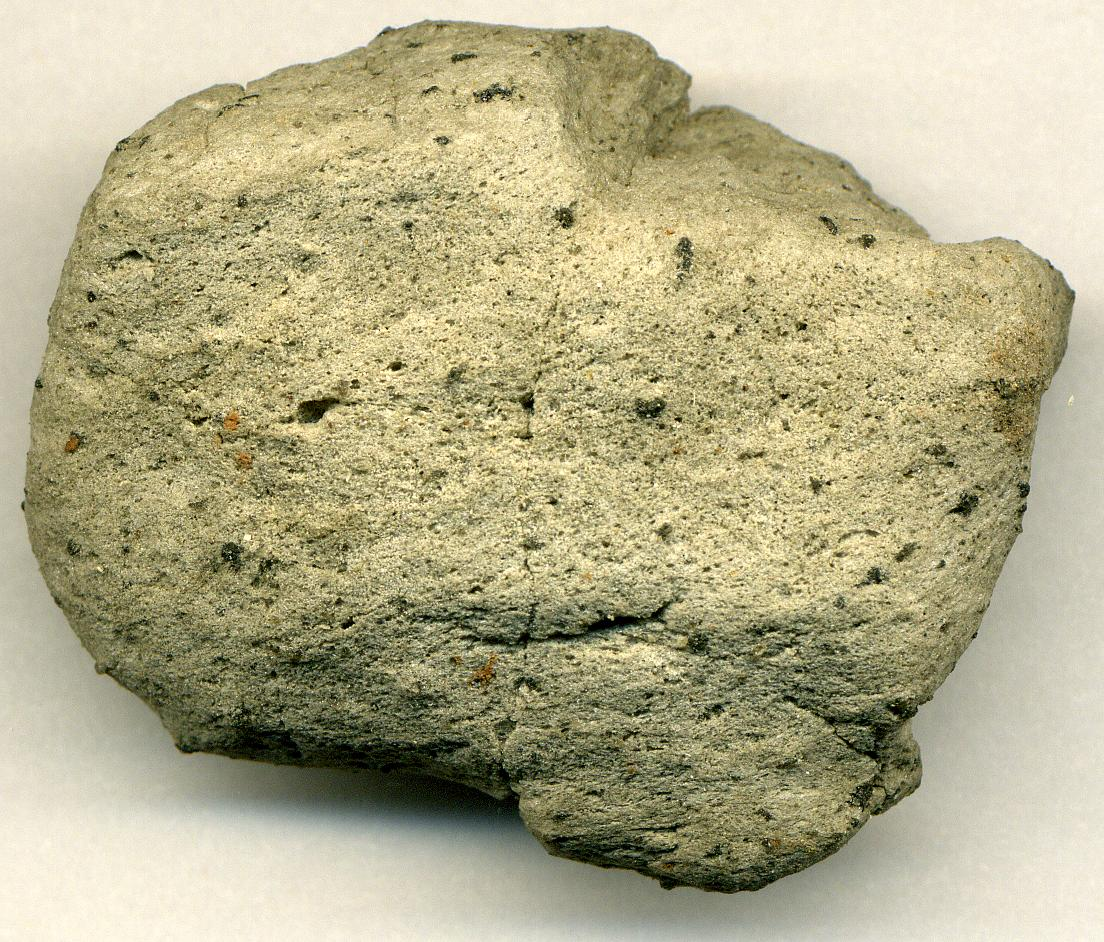
Échantillon de ponce de dacite émise par le Home Reef en 2006.